# Le Droit des femmes
Le Droit des femmes est un journal féministe français publié de façon hebdomadaire de 1869 à 1891, qui prend le nom L'Avenir des femmes entre 1871 et 1879. Créé et édité par le journaliste Léon Richer, il est à ses débuts soutenu financièrement par l'autrice féministe Maria Deraismes.

## Histoire
Le premier numéro du Droit des femmes paraît le 10 avril 1869 à l'initiative de Léon Richer, qui en est par ailleurs l'éditeur, le rédacteur en chef et, alors, le principal auteur,. Libre-penseur, ce dernier s'associe à l'oratrice et autrice féministe Maria Deraismes, qui supporte financièrement le journal et y contribue sur le plan rédactionnel. La journaliste Julie-Victoire Daubié rédige quant à elle de nombreux articles économiques et des chroniques sur les droits des femmes.
La parution de l'hebdomadaire cesse après le 11 août 1870, en raison de la guerre franco-allemande de 1870, et reprend le 24 septembre 1871 sous le nom L'Avenir des femmes, moins revendicatif,.
Au milieu des années 1870, Eugénie Potonié-Pierre devient secrétaire et contributrice régulière du journal. Maria Desraismes et Léon Richer organisent le « Congrès international du droit des femmes » en juillet/août 1878, au terme duquel Léon Richer rétablit le nom d'origine du périodique, le 5 janvier 1879 : Le Droit des femmes,.
En 1885, le journal frôlant la faillite avec récurrence, Léon Richer décide de baisser le prix du numéro de huit à quatre centimes et de diminuer le nombre de pages de seize à douze, ce qui n'a pas les résultats escomptés, le titre restant dépendant des donations et des subventions de la Ligue française pour le droit des femmes qu'il a lui-même créée en 1882.
En décembre 1891, la parution du journal cesse, Léon Richer quittant le mouvement féministe en raison de son âge (près de 70 ans), de sa santé déclinante et de nombreuses déceptions, notamment en raison des divisions qui parcourent le mouvement féministe à cette époque. Le Droit des femmes est le périodique féministe du XIXe siècle à la plus grande longévité.

## Ligne éditoriale
Publié à Paris, Le Droit des femmes couvre les enjeux politiques et sociaux liés aux droits des femmes aussi bien qu'il traite l'actualité littéraire et économique. Le but premier de l'hebdomadaire – profondément républicain – est de promouvoir des réformes en faveur des droits des femmes. Parmi ses revendications, la création d'un conseil de la famille qui aiderait les femmes dont les maris ou les pères ont un comportement abusif, une meilleure éducation pour les filles, des salaires plus élevés pour les femmes afin de réduire la prostitution, le principe « à travail égal, salaire égal », l'admission des femmes qualifiées dans les professions qui leur sont jusqu'alors fermées. Si les droits civils des femmes sont ainsi mis en avant, le journal de Léon Richer ne milite pas pour le droit de vote des femmes.

## Archives
La bibliothèque Marguerite-Durand (13e arrondissement de Paris) en conserve des numéros.
Les versions numérisées sont disponibles sur la site Bibliothèques spécialisées et patrimoniales de la Ville de Paris :
- Le Droit des femmes, 1869-1870, 1879-1891
- L'Avenir des femmes, 1871-1878